# Энгецу (остров)
Энгецу (яп. 越後平野 этиго-хэйя) (яп. 円月島, англ. Engetsu Island) — остров в Японии около поселения Сирахама на острове Хонсю. Относится к префектуре Вакаяма.

## Общие сведения
Остров представляет собой созданную природой без вмешательства человека причудливую арку. Является благодаря этому часто посещаемым туристическим аттракционом, в особенности фотолюбителями и фотохудожниками. Среди наиболее популярных изображений следует назвать мотив заходящего солнца, опускающегося в море и проходящего при этом через арочные «ворота». Собственно островная арка образовалась в результате эрозии скальных пород, вызванной в течение многих тысячелетий воздействием ветров и океанской воды, «вырезавших» это отверстие, давшее название самому острову Энгецу (в пер. «Полная Луна, Полнолуние»).
В официальных документах остров носит название Такасима (高嶋).
Длина острова составляет около 130 метров, ширина — 35 метров. Во время отлива остров Энгецу можно достичь, пройдя к нему пешком. В июле 2009 года руководство городка Сирахама предупредило посетителей острова об опасности возможного обрушения «арки».